# Simon Rix
James Simon Rix (født d. 18. oktober 1977, i Leeds) er bassisten for bandet Kaiser Chiefs. Han er mest kendt for hans store, krøllede hår, der har tildelt ham kælenavne som "Jesus" og "Curly Wand".
Han er, som resten af bandet, stor tilhænger af fodboldklubben Leeds United. Da han var lille, gik han på St. Mary's School sammen med Nick Hodgson og Nick 'Peanut' Baines, som også er medlemmer af Kaiser Chiefs.
Senere hen læste han geografi og matematik på Leeds University.
Simon er vegetar.